# Cry Sweeper
 (mars 2025).
Cry Sweeper (クライスイーパー) est un visual novel japonais pour adultes développé et édité par D.O. sorti sur PC-98 en 1996.

## Histoire
Le joueur incarne un homme doté de pouvoirs psychiques. Ce dernier possède la capacité de lire les pensées des autres et de revoir des événements du passé, des pouvoirs qui l'amènent à être recruté pour enquêter sur un mystérieux cas. Des jeunes filles ont été retrouvées disparues ou agressées de manière inexplicable dans un lycée apparemment sans histoire. La police étant incapable de résoudre l'affaire, il est appelé à l'aide.
Accompagné de Ami Kanko, une jeune fille possédant des pouvoirs de télékinésie, il s'engage dans une quête pour découvrir la vérité derrière ces incidents.

## Système du jeu
S’agissant d’un visual novel, l’histoire est racontée principalement à travers des images, des textes et des dialogues, où les joueurs prennent des décisions à différents moments du récit, influençant ainsi le déroulement de l'intrigue. L’un des buts est de séduire et d'établir des relations avec des personnages féminins, selon les choix effectués par le joueur. Ces interactions peuvent aller de simples conversations à des scènes explicites.
Les joueurs ont également la possibilité de se déplacer à travers différents lieux avec la carte intégrée, de même que d'interagir directement avec les personnages et les éléments de l'environnement à partir de boîtes de verbes.